# こちら、どうぶつたんていきょく
『こちら、どうぶつたんていきょく』（原題：The Creature Cases）は、Netflixのアニメシリーズ。

## 概要
どうぶつ探偵局のエージェントであるサム・スノーとキット・ケイシーのコンビが、各地で起こる事件を解決していく。

## 登場人物
サム・スノー（合田葵）
　ユキヒョウのエージェント。
キット・ケイシー（南野こころ）
　キツネのエージェント。
スクラッチ局長（小林美穂）
ビル（宮城一貴）
ジル（田村真央）
ウォーリー・バングラー（大谷祐貴）